# يو ويل
يوهانس هيرمان برونو أنطون ويل (بالألمانية: Johannes Hermann Bruno Anton Weil) ويعرف اختصارا باسم جو ويل (بالألمانية: Jo Weil) ممثل ألماني. أشتهر خلال عدد من أدواره التمثيلية كان من أبرزها دور «أوليفر سابيل» في السلسلة التلفزيونية "العشق الممنوع"، في لقناة داس ايسته والذي استمر 15 عامًا. النادل الشاب مثلي الجنس، الذي يقع في حب مع زميله في الغرفة كريستين «كريستيان مان»، ومعًا شكلا دور أزواج رئيسي بالمسلسل منذ سنة 2007. تأثير قصة كريستين وأوليفر انتشرت إلى خارج ألمانيا عبر الإنترنت، مثل البرازيل، الولايات المتحدة، إسبانيا، الصين، ودولٌ أخرى، رغم أن المسلسل لم يبث في دول غير ناطقة بالألمانية.

## نشأته
ولد جو ويل في 28 أغسطس 1977، بمدينة فرانكفورت الألمانية، وترعرع في بيترسبرغ في قضاء فولدا.

## فيلموغرافيا
- الأخوات المحبات (1997)
- الإعداد (1997)
- موتوردكوبس (1999)
- العشق الممنوع (1999–2002, 2007-2014)
- لايلا (2001) (فلم قصير)
- ميديكوبتر 117 (2002–2004)
- في انتظار شيء ما (2004) (فلم قصير)
- الطريق السريع (2005) (فلم)
- 112 - أنقذ حياتك (2008)
- اعترافات قاتلة (2010)
- ثالثتي (2011)
- في نطاق قريب (2011) (فلم قصير)
- الحياة ليست طريقًا سريع (2011)
- في كل الصداقات (2012)
- مسرح الجريمة (2012-2014)
- سوكو ميونخ (2013)
- معرض القتلة: كوسلوسكي وهافركمب (2014)
- كل ما يهم (2015)

## مسرح
- حظ طيب (2000)
- أشباح (2004–2005)
- مشاركة الجريمة (2006–2007)
- غانزي كيرلا (Tough Guys) (2007–2009)
- لانداير (2013)
- السحر (2015)

## ديسكوغرافيا
- محاولة واحدة أخرى (أغنية منفردة) (2002)
- متفجرات (single) (2014)

## روابط إضافية
- يو ويل على موقع IMDb (الإنجليزية)
- يو ويل على موقع روتن توميتوز (الإنجليزية)
- يو ويل على موقع ميوزك برينز (الإنجليزية)
- يو ويل على موقع ديسكوغز (الإنجليزية)
- يو ويل على موقع قاعدة بيانات الفيلم (الإنجليزية)
- يو ويل على موقع كينوبويسك (الروسية)
- الموقع الرسمي
- Jo Weil in Verbotene Liebe